# Tuyên thệ nhậm chức (Cộng hòa xã hội chủ nghĩa Việt Nam)
Tuyên thệ nhậm chức tại Việt Nam là điều bắt buộc với cá nhân được bầu đảm nhiệm vai trò của chức Chủ tịch nước, Thủ tướng Chính phủ, Chủ tịch Quốc hội và Chánh án Toà án nhân dân Tối cao.

## Lịch sử
Trước năm 2013, các cá nhân được bầu giữ chức Chủ tịch nước, Thủ tướng Chính phủ, Chủ tịch Quốc hội và Chánh án Toà án nhân dân Tối cao không có quy định và cũng không cần tuyên thệ nhậm chức, khác với Việt Nam Cộng hoà người được bầu phải tuyên thệ nhậm chức. Nhưng sau khi sửa đổi Hiến pháp năm 2013 và được cụ thể hoá trong nội quy kì họp Quốc hội vào ngày 24 tháng 11 năm 2015, Chủ tịch nước với tư cách là nguyên thủ quốc gia, người đứng đầu Nhà nước và 03 chức danh là Chủ tịch Quốc hội, Thủ tướng Chính phủ, Chánh án Toà án nhân dân Tối cao đại diện cho các khối cơ quan lập pháp, hành pháp, tư pháp ngay sau khi được Quốc hội bầu phải thực hiện việc tuyên thệ. Người đầu tiên tuyên thệ nhậm chức Chủ tịch nước là Trần Đại Quang vào ngày 2 tháng 4 năm 2016, người đầu tiên tuyên thệ nhậm chức Thủ tướng Chính phủ là Nguyễn Xuân Phúc vào ngày 7 tháng 4 năm 2016, người đầu tiên tuyên thệ nhậm chức Chủ tịch Quốc hội là Nguyễn Thị Kim Ngân vào ngày 31 tháng 3 năm 2016, người đầu tiên tuyên thệ nhậm chức Chánh án Toà án nhân dân Tối cao là Nguyễn Hòa Bình vào ngày 8 tháng 4 năm 2016.

## Tuyên thệ
Theo quy định:

1. Chủ tịch nước, Thủ tướng Chính phủ, Chủ tịch Quốc hội, Chánh án Toà án nhân dân Tối cao tuyên thệ trung thành với Tổ quốc, Nhân dân và Hiến pháp.
2. Ngoài nội dung quy định tại khoản 1 Điều này, người tuyên thệ quyết định nội dung tuyên thệ phù hợp với trách nhiệm được giao.
3. Vị trí tuyên thệ là vị trí trang trọng của lễ đài. Đại biểu Quốc hội, người được mời tham dự, dự thính tại phiên họp đứng trang nghiêm chứng kiến Lễ tuyên thệ.
4. Lễ tuyên thệ được tiến hành theo trình tự sau đây:
a) Quân nhạc cử nhạc nghi lễ và đội tiêu binh mang cờ Tổ quốc và Hiến pháp Cộng hoà xã hội chủ nghĩa Việt Nam năm 2013 vào vị trí.
b) Người tuyên thệ chào Quốc kì và tiến vào vị trí tuyên thệ và tiến hành tuyên thệ.
c) Sau khi tuyên thệ, người tuyên thệ phát biểu nhậm chức.

Trước đây, thời gian tuyên thệ được quy định giới hạn không quá 3 phút nhưng hiện tại thời gian tuyên thệ không còn quy định giới hạn.
Hiện tại, Việt Nam không có quy định cụ thể về lời tuyên thệ, người tuyên thệ được phép quyết định nội dung tuyên thệ phù hợp với trách nhiệm được giao và yêu cầu người tuyên thệ phải "trung thành với Tổ quốc, Nhân dân và Hiến pháp" do đó lời tuyên thệ mỗi người sẽ đều khác nhau. Tuy nhiên dựa vào các bài báo và video quay lại được thì lời tuyên thệ dưới đây là lời tuyên thệ không chính thức đang được các cá nhân dùng để tuyên thệ sau khi được Quốc hội Việt Nam bầu giữ chức vụ:
"Dưới cờ đỏ sao vàng thiêng liêng của Tổ quốc, trước Quốc hội và đồng bào, cử tri cả nước, tôi, [tên chức vụ cá nhân được bầu] nước Cộng hoà xã hội chủ nghĩa Việt Nam xin tuyên thệ: Tuyệt đối trung thành với Tổ quốc, với Nhân dân, với Hiến pháp nước Cộng hoà xã hội chủ nghĩa Việt Nam, nỗ lực phấn đấu, hoàn thành tốt nhiệm vụ được Đảng, Nhà nước và Nhân dân giao phó."

## Hình ảnh và video

### Video:
- Video Lễ tuyên thệ nhậm chức của Cố Chủ tịch nước Trần Đại Quang (2016)
- Video Lễ tuyên thệ nhậm chức của Cố Chủ tịch nước - Tổng Bí thư Nguyễn Phú Trọng (2018)
- Video Lễ tuyên thệ nhậm chức của Nguyên Chủ tịch nước Nguyễn Xuân Phúc (2021)
- Video Lễ tuyên thệ nhậm chức của Nguyên Chủ tịch nước Võ Văn Thưởng (2023)
- Video Lễ tuyên thệ nhậm chức của Tổng Bí thư - Nguyên Chủ tịch nước Tô Lâm (5/2024)
- Video Lễ tuyên thệ nhậm chức của Tân Chủ tịch nước Lương Cường (10/2024)
- Video Lễ tuyên thệ nhậm chức của Nguyên Chủ tịch Quốc hội Nguyễn Thị Kim Ngân (2016)
- Video Lễ tuyên thệ nhậm chức của Nguyên Chủ tịch Quốc hội Vương Đình Huệ (2021)
- Video Lễ tuyên thệ nhậm chức của Tân Chủ tịch Quốc hội Trần Thanh Mẫn (2024)
- Video Lễ tuyên thệ nhậm chức của Nguyên Thủ tướng Chính phủ Nguyễn Xuân Phúc (2016)
- Video Lễ tuyên thệ nhậm chức của Tân Thủ tướng Chính phủ Phạm Minh Chính (2021)
- Video Lễ tuyên thệ nhậm chức của Nguyên Chánh án Tòa án nhân dân tối cao Nguyễn Hòa Bình (2021)
- Video Lễ tuyên thệ nhậm chức của Tân Chánh án Tòa án nhân dân tối cao Lê Minh Trí (2024)

### Hình ảnh:

Trần Đại Quang tuyên thệ nhậm chức Chủ tịch nước
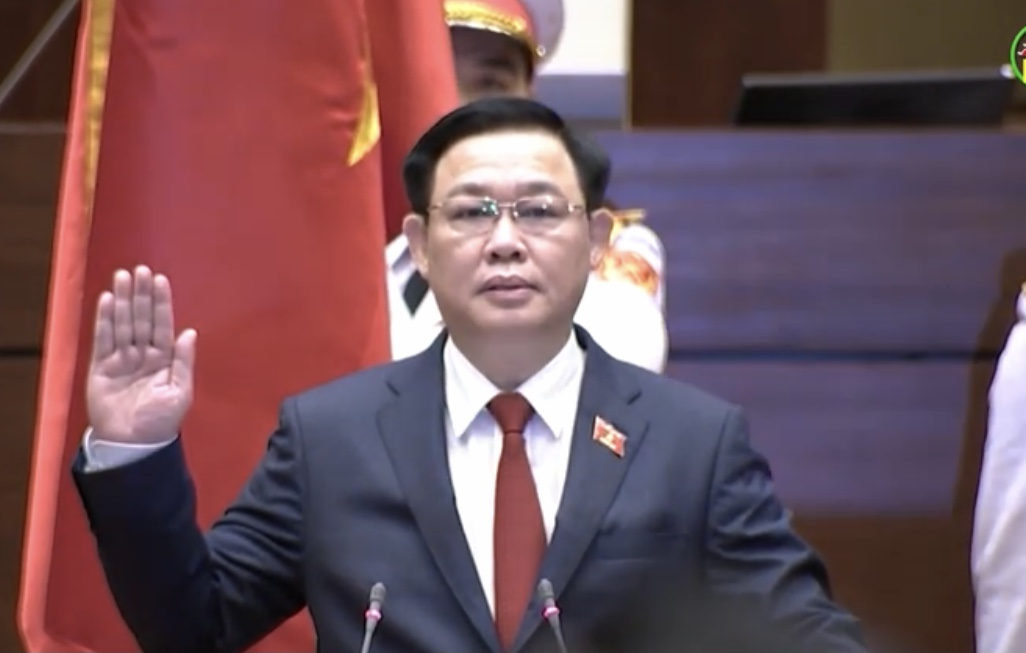
Vương Đình Huệ tuyên thệ nhậm chức Chủ tịch Quốc hội
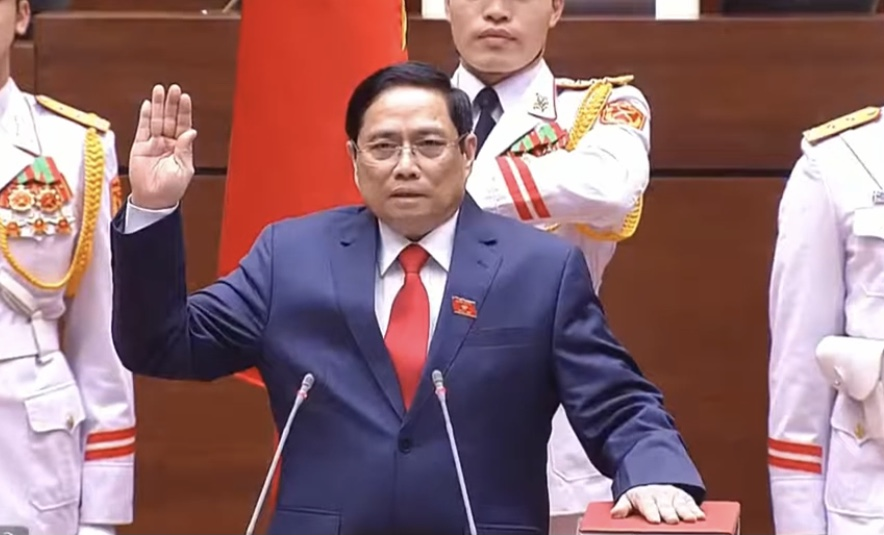
Phạm Minh Chính tuyên thệ nhậm chức Thủ tướng Chính phủ